# Caio Gracco (artista)
Caio Gracco (Angri, 7 giugno 1940 – 19 febbraio 2023) è stato un artista italiano.
Le sue avanguardie hanno aperto nuove strade nell'arte contemporanea, mostrando che anche in luoghi in cui la tecnologia e la produzione hanno un ruolo predominante, è possibile creare opere d'arte originali e coinvolgenti.

## Biografia
Nato nel 1940 ad Angri (SA), da giovanissimo dopo aver frequentato l'Accademia di Napoli lascia la Campania per andare a Parigi dove ha la fortuna di incontrare la fine dell'esistenzialismo nutrendosi dello spirito e della sua visione.
Successivamente si trasferisce a Torino dove lavora come bozzettista con Armando Testa e come fotoreporter con Indro Montanelli.
Realizza il mosaico di Felice Casorati "Italia 1961" Negli anni 60 approda a Milano dove vive il pieno del boom culturale e creativo della città insieme a Lucio Fontana, Piero Manzoni, Maurice Henry, Gianni Colombo.
La sua ricerca pittorica di quegli anni si sofferma sul contesto sociale, le sue opere parlano di terremotati, immigrati italiani davanti a grandi città e grandi muri. Lo stile materico bene si presta per raccontare quelle storie di isolamento ed emarginazione.
I primi anni '70 rappresentano per l'artista un momento decisivo: la rottura con la figurazione degli anni precedenti. Invitato dalla BASF, quintessenza della chimica, a Ludwigshafen per sperimentare un nuovo materiale plastico, il Lupolen®, scopre e sviluppa un nuovo modo di affrontare la materia che, dopo circa un anno di ricerca, Gracco domina attraverso un procedimento di pressione a temperature variabili da 120 a 160 gradi - ne estrapola la luce, la trasparenza, la tridimensionalità. Da qui nasce il Translumismo: suggestione del colore attraverso la luce. Le opere inserite in light box erano ottenute dalla fusione di più fogli di polietilene capaci di mantenere la profondità di ogni singolo colore.

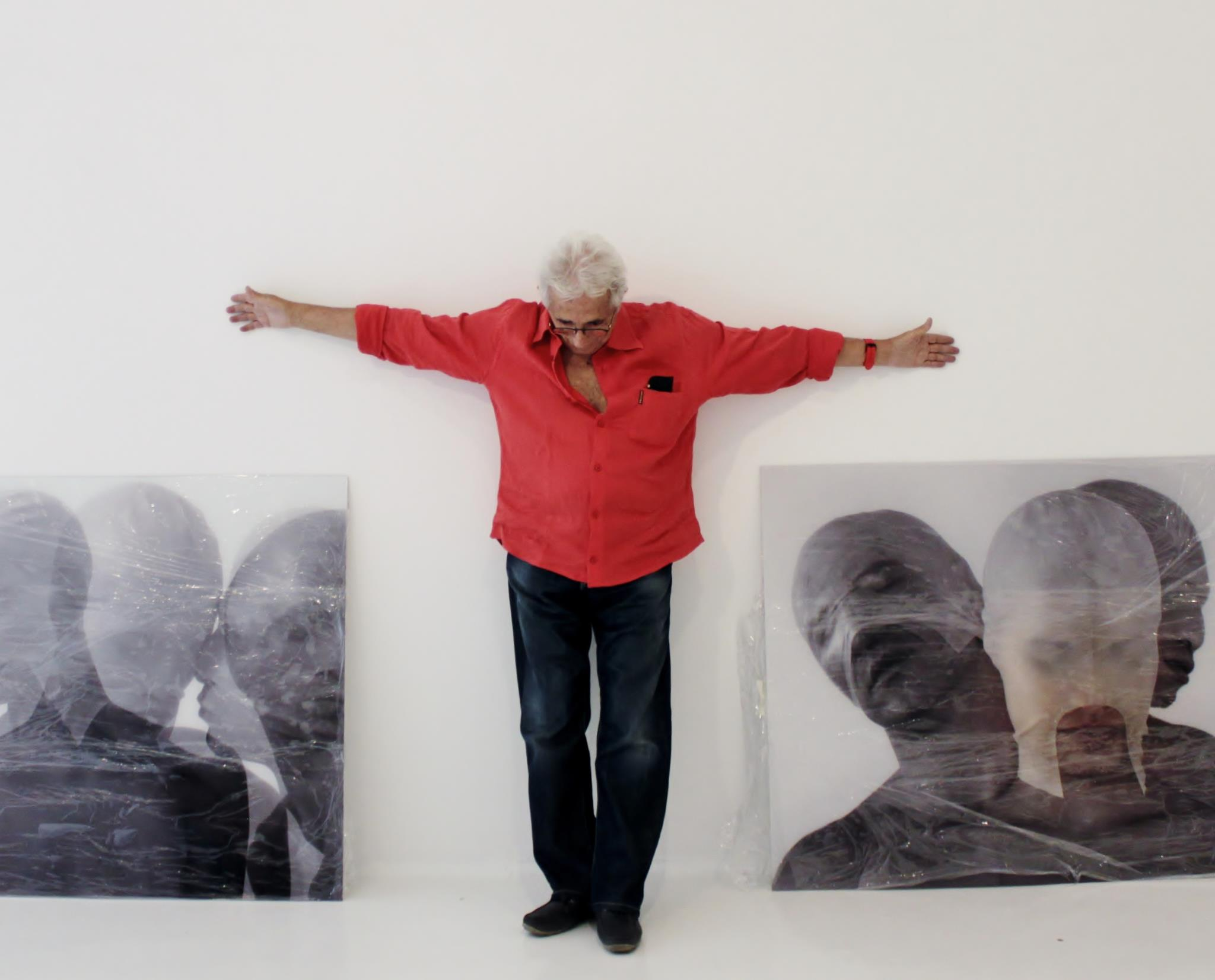
Caio Gracco durante un allestimento

Dopo il fortunato e rilevante sodalizio con l'industria abbandona la materia fredda continuando ad interessarsi dei medesimi elementi, ma attraverso il mezzo proprio della pittura e del colore. Curve, spirali, segmenti oppure opere in cui l'artista libera la geometria. Estensioni di linee radianti, esplosioni di atomi, espansioni di nuclei, suggestione di luce permettono alla tela di proiettarsi, di esplodere verso l'esterno sempre attraverso i valori della trasparenza e della tridimensionalità.
La sua ricerca, che sia informale o più figurativa, insiste sul movimento, opere in cui la forma non è più analizzata nella sua staticità, ma sorpresa nel suo veloce divenire.
Negli ultimi anni la sua ricerca si sviluppa con diversi medium, dalla pittura alla fotografia, sino alla performance. Come ad esempio nelle serie Elaborazioni, in cui la figura umana si moltiplica e si apre al movimento. Grandi figure umane nude con il volto ingabbiato da una calotta di gomma, abitano lo spazio vuoto e privo di coordinate delle fotografie di Gracco, mettendo in scena il processo sempre in fieri della costruzione del sé e della soggettività. 
Parallelamente alla sua intensa ricerca pittorica che lo vede esporre nelle principali gallerie italiane come Gianferrari, Barbaroux, Pater di Milano, Pino Casagrande di Roma, in musei e spazi istituzionali, come Palazzo Durini, Pan-Palazzo delle Arti di Napoli oppure al Festival dei due mondi di Spoleto, l'artista è legato da sempre a spazi non deputati, in cui l'arte può innescare un nuovo processo e dialogo con il fruitore, come ad esempio spazi di produzioni, cantieri, lo spazio urbano di intere città.
Su questa visione Caio Gracco si interessa anche al potere reattivo dell'immagine fotografica inserita in progetti che prevedono una dimensione pubblica o performativa, come ad esempio il progetto “Così ci vogliono” nato nel 2007 da Napoli  e approdato a Farm Cultural Park di Favara nel 2019.
Muore ad 82 anni il 19 febbraio 2023.

## Mostre
- 1961: entra a far parte del “Piemonte artistico culturale”. Partecipa alla realizzazione di un grande pannello in ceramica su bozzetto di F. Casorati per “Italia 61” Torino.
- 1962: Torino: periodo geometrico analitico: “stilizzare per analizzare”.
- 1963: espone alla sesta mostra di arti figurative dei giovani di Torino. Si trasferisce a Milano, dove partecipa a premi ed a mostre collettive.
- 1964: Milano, Palazzo Durini, mostra personale.
- 1965: Milano, Galleria Barbaroux, mostra personale con presentazione di L.Borgese. Periodo materico sociale.
- 1967: München, Atelier Monpti, mostra personale.
- 1968 Milano, Galleria Marina, mostra personale con presentazione di A. Coccia; Milano, Galleria Pater, mostra personale con presentazione di M. Portalupi.
- 1970: Rapallo, Savoy, mostra personale
- È invitato dalla BASF a Ludwigshafen per sperimentazioni artistiche su nuovi materiali München, Galerie Eichinger,
- Mostra personale München, Spanisches Kulturinstitut.
- 1971: Verona, Galleria La Meridiana, mostra personale Verona, Galleria Il Prisma, mostra personale.
- 1972: Milano, Il Salice, incontri in anteprima, mostra personale S. Bonifacio, Galleria Alpone,

### Translumismo
Chiesa di Castel Fiorito Semprinia (Macerata), realizza vetrate di translumi Milano; Galleria Gian Ferrari, mostra personale sostenuta dalla BASF con presentazione di V.Palazzo, A.Pica, Raffele De Grada
- 1973: Roma, Galleria Pinacoteca, mostra personale Roma, Centro d’Arte e Cultura Mignanelli, tavola rotonda su “Incontro dell’architettura nell’arte con le materie plastiche”, interventi di V.Querel, T.Bonavita, L.Trucchi, Broodthaer Acqui Terme, mostra antologica
- 1974: Milano, Il Torchio di Porta Romana Lodi, Museo Civico, mostra antologica Modena, Studio Malvezzi, mostra collettiva
- Milano, La Rinascente, mostra personale di grafica Rovigo, galleria Garofolo, mostra personale Rovigo, Accademia dei Concordi, tavola rotonda su “Arte a 160 Gradi”, interventi L. Castiglioni, R. De Grada, R. Orlando
- 1975: Varese, installazione nel centro storico
- 1977: Basel, “Art 8 International”, mostra personale
- 1978: Kuwait, mostra personale patrocinata dal governo 1980 Milano, Centro culturale europeo scambi artistici e culturali, mostra personale

### Verticismo
- 1983: Ispra, Centro Euratom, miniantologica con presentazione di A. Papale.
- 1980: Angera, Rocca Borromeo, mostra personale.
- 1984: Porto Cervo, mostra personale.

### Dynamis art
- 1989: Nyon-Ginevra, Galleria Rytz, mostra personale con presentazione di E. Borloz Milano, show room Lyda Levi.
- Novara, Galleria Cacciapiatti, mostra personale.
- 1990: Piacenza, Galleria d’Arte Moderna, mostra personale.
- 1992: Milano, Circolo della Stampa, presentazione della monografia “Caio Gracco” edito d G. Mazzotta.
- Pavia, Castello di Montesegale, Museo d'Arte Contemporanea, mostra personale.
- 1995: Piacenza, Auditorium Cassa di Risparmio, Tavola Rotonda, mostra personale.
- Milano-Novegro, MIART, mostra personale Torino, ARTISSIMA.
- München, Reha-Zentrum Bavaria, “Kunst und medizin”, ricerche sulla cromoterapia, mostra personale Zürich, “Eine Nacht in Monte Carlo”.

### Forme
- 1998: Spoleto, Palazzo Leonetti Luparini, 41º Festival dei Due Mondi”,mostra antologica.
- 1999: Cernobbio, Metalumen, mostra personale 2002 Roma, Parco di Veio, installazione “Pensiero in movimento”.

### Nuovomovimento
- 2004: Landshut, Röcklturm, mostra personale GÖPPINGEN, Showroomgallery.

- 2007: Incursione di arte pubblica "Così ci vogliono" in tutta la città di Napoli.

### Elaborazioni
- 2009: ”Così ci vogliono", Piazza del Popolo, Roma.[10]
- 2011: Shifters – Galleria Pino Casagrande Roma, mostra personale.[11]
- 2013: Materie Sensibili – Fabbrica Scaffsystem e Officine Tamborrino Ostuni.
- Das Leben – installazione, Festival Attraversamenti Ostuni.
- 2017: Cantieri Mentali[12] – Progetto di arte e architettura con Flore & Venezia Architects – Puglia.[13]
- 2019: ”Così ci vogliono" - Farm Cultural Park, Favara (AG).[14]